# Амбуранский маяк
Амбуранский (Нардаранский) маяк (азерб. Amburan mayakı) — сооружён на мысе Кехне Бильгя на возвышенности Калагя в 1882 году. Действующий маяк в Каспийском море (Азербайджан).

## История
Амбуранский маяк был построен в 1882 году на Амбуранской косе на возвышенности Калагя. Он представлял собой двухэтажное каменное здание, которое строилось как жилое. К той стороне здания, что обращена на море, возведена пристройка в виде выступающего крыльца-тамбура, возвышающегося на уровень второго этажа почти круглой башней без окон.

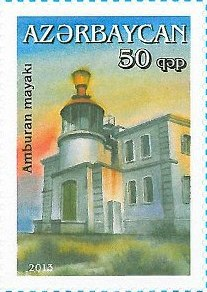
Марка Азербайджана, 2013

На втором этаже этой башни в 1884 году был установлен осветительный фонарь. Как и в случае с Шувеланским маяком, он расположен в круглом застеклённом со всех сторон помещении, вызывающей ассоциации с застеклённой небольшой ротондой. Амбуранский маяк отличается от всех остальных цветом своего света — он имеет красный проблеск, светя поочерёдно белым и красным. Раньше свет был секторным, то есть направленным в конкретную сторону, но после реконструкции 1983 года стал круговым.